# Clénay
Clénay település Franciaországban, Côte-d’Or megyében. Lakosainak száma 904 fő (2022. január 1.). Clénay Flacey, Bretigny, Saint-Julien, Marsannay-le-Bois és Norges-la-Ville községekkel határos.

## Népesség
A település népességének változása:
| Lakosok száma | 238  | 379  | 573  | 786  | 850  | 840  | 855  | 863  | 905  | 904  |
|               | 1968 | 1982 | 1999 | 2006 | 2012 | 2015 | 2017 | 2018 | 2020 | 2022 |